# Mirabilistrombus listeri
Mirabilistrombus listeri (nomeada, em inglês, Lister's conch; em francês, strombe de Lister) é uma espécie de molusco gastrópode marinho pertencente à família Strombidae da subclasse Caenogastropoda. Foi classificada no texto "On a species of Strombus in the Hunterian Museum at Glasgow", publicado em The Annals and Magazine of Natural History por Thomas Gray, com o nome Strombus listeri, em 1852, sendo a única espécie de seu gênero (táxon monotípico). É nativa do noroeste do oceano Índico e nas costas ao leste da Índia.

## Descrição da concha
Concha brilhante, marrom-alaranjada com máculas brancas em zigue-zague, leve, com a espiral alta e em forma de torre; com a sua última volta ocupando mais da metade de sua altura total e formando uma aba dotada de lábio externo fino, retilíneo e com a abertura estreita e de coloração branca, quando vista por baixo. Primeiras voltas da espiral com relevo fino de estrias, tornando-se ausentes nas três últimas voltas. A região superior do lábio externo apresenta um prolongamento em forma de espátula, ou asa, arredondado e mais ou menos proeminente. Chegam de 13 a até 16 centímetros em suas maiores dimensões. O opérculo é córneo, em forma de foice, amarronzado, e possui um núcleo apical.

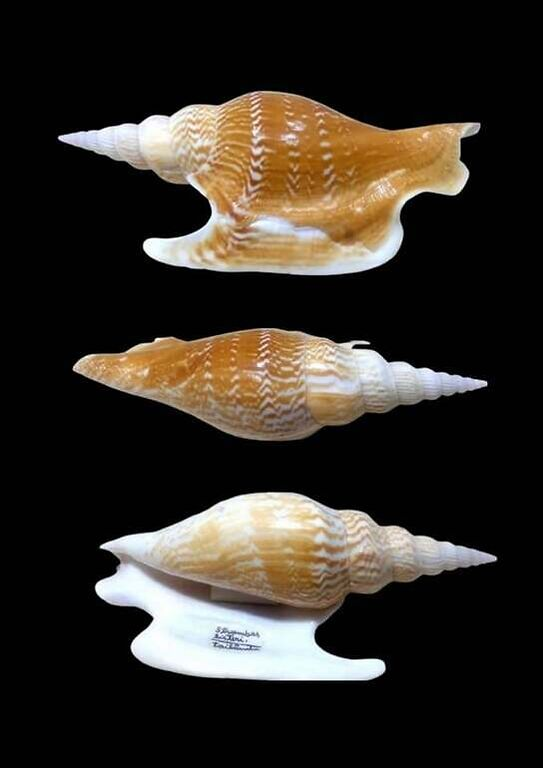
Três vistas de um espécime de M. listeri coletado na Tailândia.

## Distribuição geográfica, habitat e coleta
Mirabilistrombus listeri ocorre no noroeste do oceano Índico, nas costas ao leste da Índia, no Golfo de Bengala, mar de Andamão e no mar de Arafura, no Pacífico; em águas moderadamente profundas, habitando fundos arenosos entre 40 e 150 metros, onde se alimenta de vegetais.
O primeiro espécime conhecido do molusco descrito inicialmente como Strombus listeri pertenceu a John Tradescant, de Londres, no início do século XVII, e foi ilustrado por Martin Lister na obra de 1685, Historia Conchyliorum, cujo desenho serviu para a descrição do holótipo por Thomas Gray, em 1852, daí advindo a denominação listeri. Outra famosa colecionadora britânica, Mrs. de Burgh, adquiriu outro exemplar, alguns anos após, servindo para a descrição da espécie Strombus mirabilis por G. B. Sowerby II, em 1870. Antes considerada uma grande raridade em coleções, sua coleta mais frequente deu-se após, na segunda metade do século XX, a partir da década de 1970, estando ainda listada pelo malacologista S. Peter Dance em seu livro de 1969, Rare Shells; por algum tempo considerada um dos mais raros moluscos em sua família. Já fez parte de um subgênero denominado Doxander, juntamente com Doxander vittatus (Linnaeus, 1758), que teve o seu subgênero elevado à categoria de gênero.

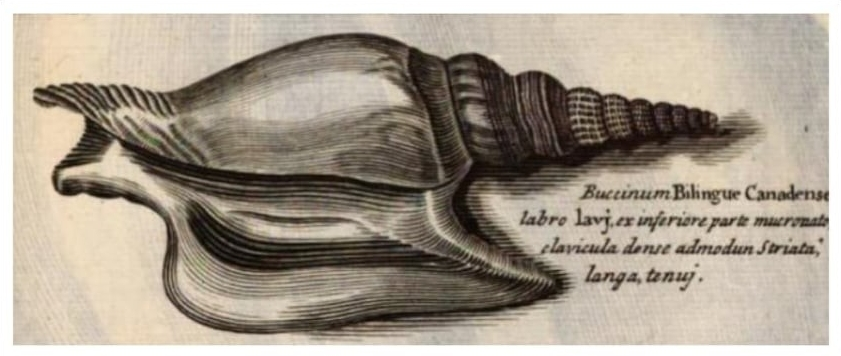
O desenho que serviu para a descrição do holótipo de M. listeri, por Thomas Gray, em 1852, continha a frase "Buccinum Bilingue Canadense" em sua legenda.